# Konference v Cun-i

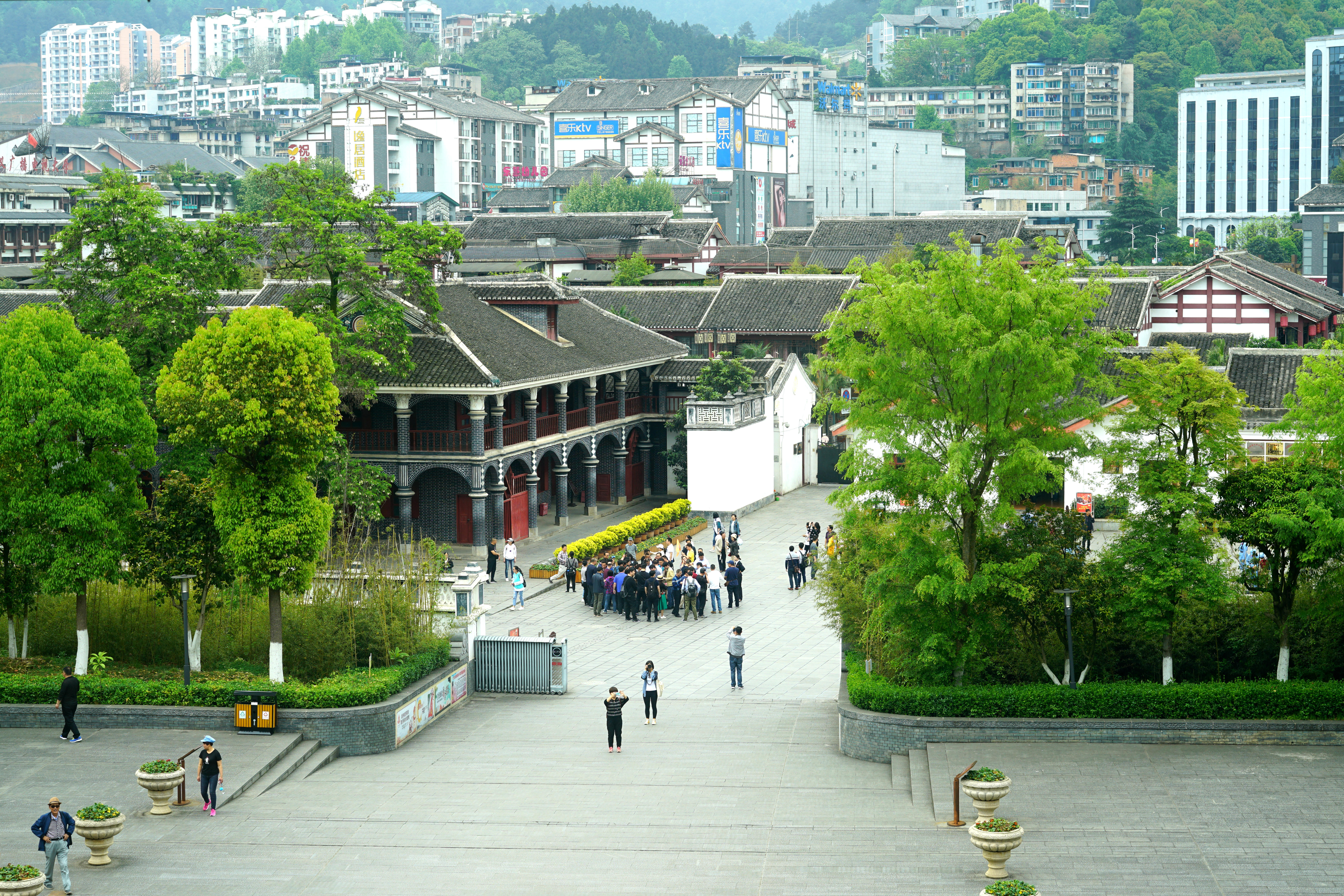
Místo konání konference v Cun-i, stav roku 2019

Konference v Cun-i (čínsky v českém přepisu Cun-i chuej-i, pchin-jinem Zūnyì huìyì, znaky zjednodušené 遵义会议, tradiční 遵義會議) bylo rozšířené zasedání politbyra Komunistické strany Číny ve dnech 15.–17. ledna 1935 během Dlouhého pochodu 1. frontu Rudé armády. Jednání se účastnili členové a kandidáti politbyra a vojevůdci stojící v čele frontu. Diskutovalo se o příčinách porážky čínské Rudé armády vojsky Kuomintangu v páté obkličovací kampani a zániku centrální sovětské oblasti v Ťiang-si a Fu-ťienu a o dosavadním průběhu a budoucích cílech Dlouhého pochodu. Převažující většina účastníků se shodla, že příčinou neúspěchů byla v prvé řadě chybná strategie vojenského vedení – trojice Čchin Pang-sien, Čou En-laj a Otto Braun. V čele kritiků vedení stáli Čang Wen-tchien, Mao Ce-tung a Wang Ťia-siang. Ostří kritiky bylo zaměřeno zejména na Brauna a Čchina, kteří sice připouštěli svá pochybení, ale při hledání příčin porážky sovětu kladli důraz na objektivní faktory, zejména vysokou převahu kuomintangských vojsk v počtech i výzbroji.
Konference závěrem rozhodla, že Čang sestaví rezoluci o příčinách ztráty sovětu, Mao bude přibrán do sekretariátu politbyra, to jest bude s Čchin Pang-sienem, Čou En-lajem, Čang Wen-tchienem a Čchen Jünem členem nejužšího vedení strany, a vedení vojenských operací vložila do rukou Čou En-laje (s pomocí Ču Teho, vrchního velitele Rudé armády). Později, začátkem února, Čang Wen-tchien nahradil Čchin Pang-siena v čele strany a v únoru–březnu 1935 bylo opakovaně reorganizováno vojenské velení, které od poloviny března pracovalo ve složení Čou En-laj, Mao Ce-tung, Wang Ťia-siang.
Ohledně dalšího postupu konference opustila plán na ustavení nového sovětu v severním Kuej-čou s centrem v Cun-i, přijatý o měsíc dříve většinou politbyra (Čou En-laj, Čang Wen-tchien, Mao Ce-tung, Wang Ťia-siang a další) proti vůli Čchin Pang-siena a Brauna a stanovila, že 1. front přejde do S’-čchuanu, překročí řeku Jang-c’-ťiang a jihozápadně od Čcheng-tu vybuduje novou sovětskou oblast, ze které společně se 4. frontem (bojujícím na severu S’-čchuanu) ovládne celou provincii S’-čchuan.
V následujících týdnech byl i tento plán opuštěn jako neproveditelný a po neúspěšných pokusech o překročení Jang-c’-ťiang anebo vytvoření stabilní základny na pomezí Kuej-čou, S’-čchuanu a Jün-nanu v únoru–dubnu 1935 se nakonec 1. front v dubnu–květnu 1935 vymanil z hrozby obklíčení kuomintangskými armádami, když se rychlým pochodem přesunul na jih Kuej-čou a pak na západ do Jün-nanu. Poté otočil na sever, v červnu 1935 se zbytky 1. frontu spojily se 4. frontem a koncem roku 1935 dorazily do sovětské oblasti na pomezí provincií Šen-si, Kan-su a Ning-sia, čímž pro ně skončil Dlouhý pochod.
V několika následujících letech nebyla konference pokládána za důležitou, až v první polovině 40. let, při vytváření nové koncepce dějin strany, byly s konferencí spojeny všechny změny ve vedení od prosince 1934 do března 1935 a byla prohlášena za klíčové jednání politbyra, které přineslo radikální obrat v politice strany, když zavrhlo chybnou „třetí levou linii“ Wang Minga a Čchin Pang-siena, vrátilo stranu ke správné (maoistické) cestě a vybralo nové vedení strany v čele s Mao Ce-tungem. Veřejně byla konference oslavována od počátku 50. let. Koncepce rozhodujícího obratu stranické politiky v Cun-i byla začátkem 50. let obecně přijata i mimo Čínskou lidovou republiku, a nebyla zpochybňována do začátku 80. let, kdy nově publikované vzpomínky a výzkumy čínských historiků ukázaly, že zasedání bylo sice důležitým, ale pouze jedním z mnoha kroků na cestě Mao Ce-tunga k moci. Klíčová role konference zůstává součástí oficiální historie Komunistické strany Číny.

## Ústup komunistů zŤiang-si a počátek Dlouhého pochodu
Koncem 20. let čínští komunisté ovládli několik regionů v horských oblastech středočínských provincií, nejrozsáhlejší z nich byla oblast na pomezí provincií Ťiang-si a Fu-ťien, takzvaná centrální sovětská oblast, v níž koncem roku 1931 Komunistická strana Číny zorganizovala sjezd sovětů osvobozených regionů a ustavila Čínskou sovětskou republiku. Komunistické oblasti se snažila zlikvidovat kuomintangská vláda, které proti nim v letech 1930–1933 podnikla čtyři obkličovací kampaně se střídavými úspěchy. Ve čtvrté kampani se kuomintangským armádám podařilo zničit významem druhou a třetí sovětskou oblast (E-jü-wan na pomezí provincií An-chuej, Che-nan a Chu-pej, a Siang-e-si na západním pomezí Chu-peje a Chu-nanu), nicméně tažení proti centrální sovětské oblasti v lednu–březnu 1933 utrpělo porážku. Na pátou obkličovací kampaň se kuomintangská vláda pečlivě připravila, zmobilizovala milion vojáků a (stejně jako ve čtvrté kampani) přizvala k řízení vojsk zahraniční poradce, především z Německa.
Pátá obkličovací kampaň začala v září 1933 útoky kuomintangských armád na centrální sovětskou oblast. Útočníci postupovali pomalu, když obsazená území zabezpečovali řetězy pevnůstek. Komunisté se s velkými ztrátami pokoušeli o protiútoky, ale neschopni zastavit nepřítele ustupovali, a od května 1934 se začali připravovat na opuštění sovětu. Organizaci odchodu řídila „trojka“ Čchin Pang-sien (stál v čele strany), Čou En-laj (z pozice generálního komisaře velel Rudé armádě) a Otto Braun (vojenský poradce, v sovětské oblasti zastupoval Manfreda Sterna, hlavního vojenského poradce KS Číny, jednoho z představitelů Kominterny ilegálně působících v Šanghaji). Nakonec v říjnu 1934 většina komunistických vojsk, takzvaný 1. front čínské Rudé armády, na jihu Ťiang-si pronikla skrze obklíčení a postupovala na západ podél hranic provincií Kuang-tung a Kuang-si s Chu-nanem, tažení dostalo později název Dlouhý pochod. Komunisté bez větších obtíží překonali tři opevněné linie nepřítele, přechod čtvrté linie na řece Siang si však museli vynutit v několikadenních bojích.

## Jednání politbyra na přelomu let 1934/1935

Průběh Dlouhého pochodu. Tažení 1. frontu značeno tučně čárkovaně, postup 2. a 4. frontu tečkovaně. Růžově vybarveny sovětské oblasti Čínské sovětské republiky.

Po přechodu řeky Siang další postup na sever do západního Chu-nanu zablokovaly kuomintangské jednotky; 1. sbor, tvořící předvoj 1. frontu, byl odražen a musel ustoupit. Vůdci 1. frontu (Čchin Pang-sien, Čou En-laj, Otto Braun, Čang Wen-tchien, Wang Ťia-siang, Mao Ce-tung a další) se proto 12. prosince 1934 sešli v Tchung-tao, poblíž jihozápadní hranice Chu-nanu, k debatě o dalším postupu. Čchin a Braun se chtěli držet plánu, se kterým armáda vyrazila na Dlouhý pochod, zamířit severním směrem na pomezí Chu-nanu, Kuej-čou a S’-čchuanu a spojit se s vojsky 2. frontu Rudé armády. Mao navrhoval pochodovat na západ, na sever Kuej-čou, s tím, že na postupu na sever brání silné kuomintangské oddíly, kdežto kuejčouská vojska jsou slabé jednotky místních militaristů. Wang Ťia-siang a Čang Wen-tchien a tentokrát i Čou En-laj podpořili Maa a tak většina rozhodla o přesunu na západ směrem na Li-pching (v Kuej-čou, nedaleko hranic s Chu-nanem).
Po příchodu do Li-pchingu se 18. prosince 1934 sešlo politbyro, poprvé od začátku pochodu. Čou En-laj předsedal jednání, kterého se účastnili Čchin Pang-sien, Mao Ce-tung, Čang Wen-tchien, Wang ťia-siang a další, Braun se neúčastnil pro nemoc. Mao požadoval opuštění plánu na spojení s 2. frontem v západním Chu-nanu a namísto toho založení nové základny v severním Kuej-čou. Čchin Pang-sien mu oponoval, ale většina podpořila Maa a rozhodla o pochodu na západ a ustavení nové základny na severu Kuej-čou s centrem v Cun-i nebo severozápadně od něj. Na pochodu do Cun-i se měl 1. front vyhnout zatažení do bojů a též se vyhnout vytlačení na západ nebo jihozápad Kuej-čou nebo dokonce do Jün-nanu. Padlo také rozhodnutí uspořádat zasedání politbyra v Cun-i a důkladněji probrat situaci. Politbyro současně přikázalo zbavit se těžkého vybavení zpomalujícího postup kolon, jako tiskařských strojů, rentgenu a rádia.
V noci z 31. prosince na 1. ledna se politbyro sešlo v Chou-čchangu v kuejčouském okrese Weng-an. Na schůzce rozhodlo o vybudování nové sovětské oblasti v sečuánsko-kuejčouském pohraničí a následném útoku na vojska pronásledující komunisty na cestě z Ťiang-si, a potvrdilo rozhodnutí o konferenci v Cun-i. Dále se usneslo, že významná strategická rozhodnutí vojenského vedení musí být předložena politbyru ke schválení.
V průběhu prosince se tak v politbyru vytvořila nová většina, jejímž jádrem byla trojice Mao Ce-tung, Wang ťia-siang a Čang Wen-tchien podporovaná Čou En-lajem, která prosadila své názory na směřování Dlouhého pochodu proti Čchin Pang-sienovi a Otto Braunovi. Rozpadla se dosavadní „trojka“ stojící v čele pochodu, když se Čou En-laj přiklonil na stranu trojice Mao-Wang-Čang a Braunovy návrhy většina politbyra odmítla.

## Konference vCun-i

### Datum konference

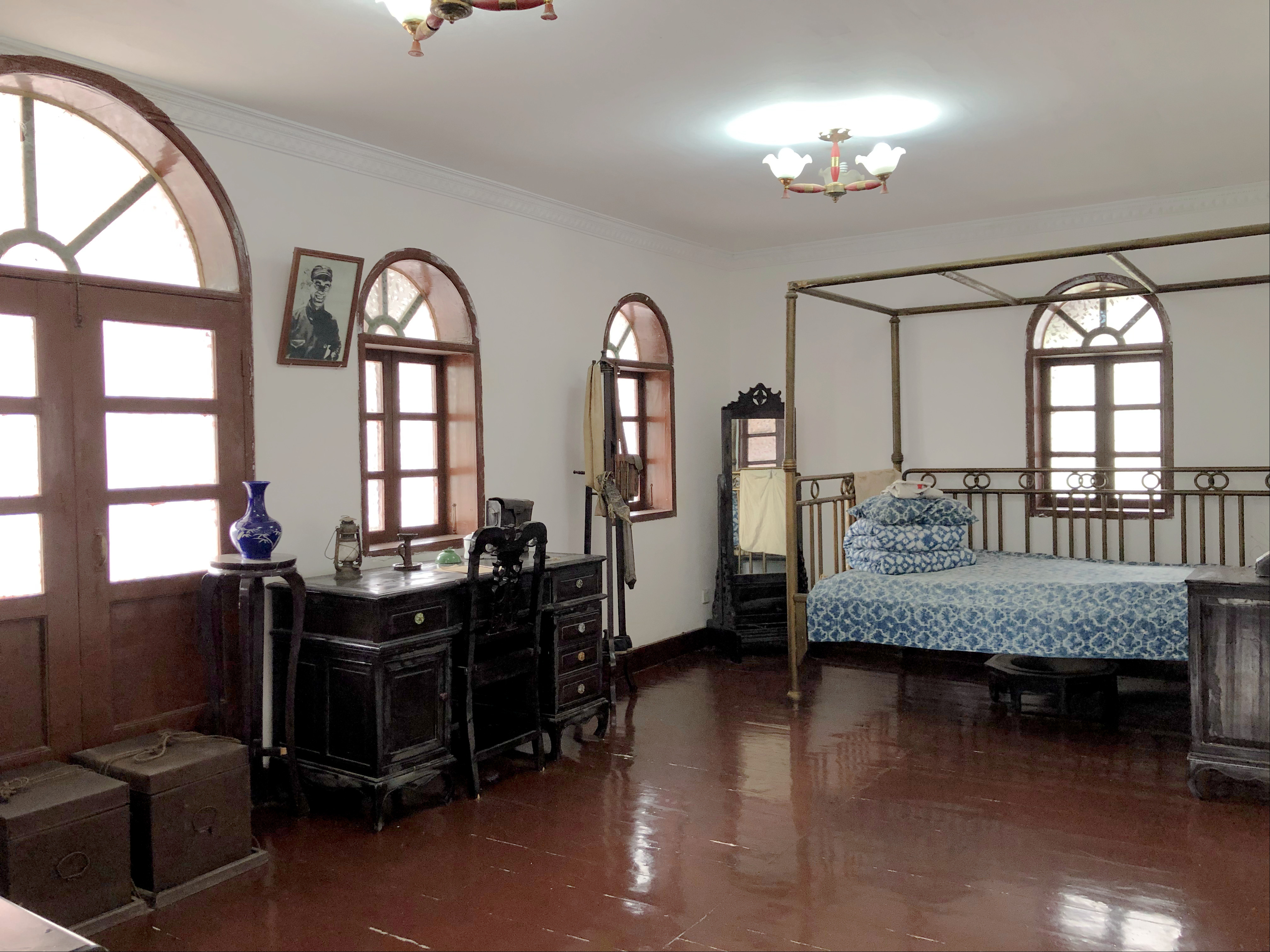
Místnost přidělená k ubytování Čchin Pang-sienovi během pobytu v Cun-i

Do konce 60. let nepanovala jistota o přesném datu zasedání, bezpečně byl znám pouze měsíc – leden 1935. Roku 1969 kanadský historik Jerome Ch'en v jistém sborníku dokumentů komunistické strany ze 40. let našel, přeložil a zveřejnil takzvanou Rezoluci z konference v Cun-i, datovanou 8. ledna 1935. Většina historiků poté přijala za datum konference 6.–8. leden 1935. Z nepočetných popisů konference v tehdejších čínských zdrojích totiž věděli, že zasedání trvala tři dny. Nicméně už tehdy existovaly pochybnosti o tomto datu, protože generál Süe Jüe, velící kuomintangským vojskům v Cun-i, v pamětech – psaných na základě jeho deníku – uvedl, že první komunističtí vojáci vstoupili do Cun-i 7. ledna.
V první polovině 80. let čínští komunističtí historikové podnikli rozsáhlý výzkum okolností konference (v rámci příprav k oslavám jejího padesátého výročí) a detailní analýzou dostupných pramenů prokázali, že Cun-i bylo skutečně komunistickým vojskem obsazeno 7. ledna a konference proběhla, po několika dnech příprav, od 15. do 17. ledna. Paralelně vyšlo najevo, že datum 8. ledna zmíněné rezoluce je chyba vzniklá při jejím vydání ve sborníku stranických dokumentů začátkem 40. let, kdy bylo datum jejího přijetí přepsáno na lednové; fakticky byla rezoluce schválena až 8. února na dalším zasedání politbyra. Vzhledem k podloženosti data 15.–17. ledna dokumenty a naopak nepodloženosti alternativ, bylo toto datum všeobecně přijato s tím, že Cun-i rudá vojska dobyla 7. ledna, 8. ledna do města přišlo velení Rudé armády a následující den vedení strany, které zůstalo ve městě do 19. ledna.

### Účastníci konference

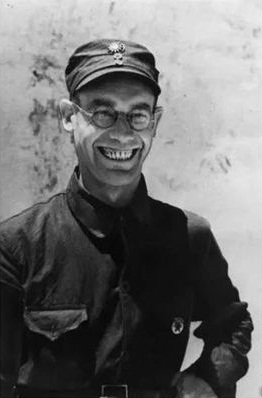
Otto Braun, jediný nečínský účastník konference. Fotografie z let 1937–1939.

Podobně jako u data, panovala do 80. let nejistota také ohledně sestavy účastníků konference, u nekomunistických historiků zesílená i nejistotou ohledně složení politbyra a spory o přítomnosti některých členů politbyra na Dlouhém pochodu. Sovětští autoři (i Otto Braun ve svých pamětech) uváděli vysoký počet účastníků konference, 35–40, což měli být ze tří čtvrtin velitelé a komisaři vojsk, kteří údajně přehlasovali členy politbyra. Západní historikové se přikláněli k cca 20 účastníkům zasedání, nicméně různili se ve výčtech jmen: vládla shoda na přítomnosti Čchin Pang-siena, Čang Wen-tchiena, Čou En-laje, Ču Teho, Mao Ce-tunga, Pcheng Te-chuaje, Liou Po-čchenga, Lin Piaa a Li Fu-čchuna, další účastníky doplňoval ten který historik dle svého mínění a odhadu. Mezi účastníky tak někdy byli, někdy nebyli, jmenováni Čchen Jün, Teng Fa, Kchaj Feng, Li Wej-chan, Liou Šao-čchi, Nie Žung-čen, Wang Šou-tao, Jang Šang-kchun, Otto Braun, Wang Ťia-siang, Liang Po-tchaj, Wu Liang-pching, Tcheng Taj-jüan…
Čínské zdroje se od první poloviny 80. let sjednotily na 20 přítomných, a sice šesti členech a čtyřech kandidátech politbyra působících u 1. frontu čínské Rudé armády, sedmi velitelích a komisařích vojsk 1. frontu, vojenském poradci Otto Braunovi, a poslední dva byli poradcův tlumočník a zapisovatel zasedání. Jednání se tedy účastnili členové politbyra Čchin Pang-sien (Po Ku), Čang Wen-tchien (Luo Fu), Čou En-laj, Čchen Jün, Ču Te a Mao Ce-tung a kandidáti politbyra Wang ťia-siang, Kchaj Feng, Liou Šao-čchi a Teng Fa. Nepřítomní byli členové politbyra Siang Jing, který vedl komunisty a jejich vojska zanechaná v Ťiang-si, Čang Kuo-tchao řídící 4. front a jím kontrolovanou sovětskou oblast v severním S’-čchuanu, Žen Pi-š’ u 2. frontu na pomezí S’-čchuanu a Chu-nanu, a konečně Wang Ming s Kchang Šengem v Moskvě zastupující KS Číny ve vedení Kominterny.
Členy a kandidáty politbyra doplňovali nejvýše postavení vojevůdci 1. frontu Rudé armády. V čele vojsk 1. frontu na Dlouhém pochodu stáli generální komisař Rudé armády Čou En-laj, vrchní velitel Rudé armády Ču Te a náčelník politické správy Rudé armády Wang Ťia-siang, kteří zasedali v politbyru; konference se účastnili i náčelník štábu Rudé armády Liou Po-čcheng a úřadující náčelník politické správy Li Fu-čchun. Hlavní bojovou sílu 1. frontu tvořily 1. a 3. sbor, jejichž velitelé (Lin Piao a Pcheng Te-chuaj) a komisaři (Nie Žung-čen a Jang Šang-kchun) se také účastnili konference; zbylý 5. a 9. sbor byly podstatně slabší a jejich velitelé (Tung Čen-tchang a Luo Ping-chuej) byli původně kuomintangští důstojníci, kteří přešli na stranu komunistů až roku 1931 (Tung) a 1929 (Luo), konference se proto účastnil pouze stranický veterán, komisař silnějšího 5. sboru Li Čuo-žan.
Oficiální čínské publikace od 80. let k výše uvedeným osmnácti připočítávají ještě Braunova tlumočníka Wu Siou-čchüana a Teng Siao-pchinga jako sekretáře/stenografa, od druhé poloviny prosince 1934 totiž Teng vykonával funkci sekretáře (mi-šu-čang) ústředního výboru. Západní historikové Wua a Tenga odmítají zařazovat mezi účastníky konference, protože se nepodíleli na diskuzi ani rozhodování, ale plnili pomocné technické role. Zdůrazňování jejich přítomnosti ze strany čínských historiků přičítají ohledům na vysoké politické postavení obou v 80. letech (a i v předešlých desetiletích). Jerome Ch'en k tomu poznamenal, že tento rozdíl v počítání přítomných a účastníků jednání je částečně otázkou překladu, protože používaný čínský pojem cchan-ťia chuej-i je významově bližší termínu přítomný (attendant, což Wu a Teng byli) než účastník (participant, což Wu a Teng nebyli).
Přehledně přítomné shrnuje tabulka; kromě postavení ve straně a zastávaných funkcích je uvedena i doba studia ve 20. letech v Sovětském svazu (resp. v případě Čou En-laje pobyty v Moskvě už jako vysokého funkcionáře strany) a příslušnost k takzvaným „28 bolševikům“; „revoluční vojenská komise“ je zkratka pro Ústřední revoluční vojenskou komisi Čínské sovětské republiky:
| Jméno                        | Zastávané funkce                                                              | Zastávané funkce | Zastávané funkce | v Moskvě                |                   |
| Jméno                        | ve straně                                                                     | v Rudé armádě | v sovětech a jinde | v Moskvě                |                   |
| Členové politbyra            | Členové politbyra                                                             | Členové politbyra | Členové politbyra | Členové politbyra       | Členové politbyra |
| ---------------------------- | ----------------------------------------------------------------------------- | --- | --- | ----------------------- | ----------------- |
| Čchin Pang-sien (Po Ku)      | člen ústředního sekretariátu pověřený celkovým řízením ÚV, předsedal zasedání | člen „trojky“ řídící Dlouhý pochod, člen revoluční vojenské komise                                                   | | 1926–1930, 28 bolševiků |                   |
| Čou En-laj                   | člen ústředního sekretariátu                                                  | člen „trojky“ řídící Dlouhý pochod, místopředseda revoluční vojenské komise, generální politický komisař Rudé armády | | 1928 a 1930             |                   |
| Čang Wen-tchien (Luo Fu)     | člen ústředního sekretariátu                                                  | člen revoluční vojenské komise                                                                                       | předseda rady lidových komisařů (vlády) Čínské sovětské republiky                                                       | 1925–1931, 28 bolševiků |                   |
| Čchen Jün                    | člen ústředního sekretariátu, tajemník strany a svazu mládeže v odborech      | politický komisař kolony ústřední vojenské komise                                                                    | |                         |                   |
| Ču Te                        | člen politbyra                                                                | předseda revoluční vojenské komise vrchní velitel Rudé armády                                                        | |                         |                   |
| Mao Ce-tung                  | člen politbyra                                                                | člen revoluční vojenské komise                                                                                       | předseda stálého výboru Ústředního výkonného výboru Čínské sovětské republiky (tedy hlava státu a zákonodárného orgánu) |                         |                   |
| Kandidáti politbyra          |                                                                               | | |                         |                   |
| Wang Ťia-siang               | kandidát politbyra                                                            | místopředseda revoluční vojenské komise, náčelník Hlavní politické správy Rudé armády                                | | 1925–1930, 28 bolševiků |                   |
| Kchaj Feng (Che Kche-čchüan) | kandidát politbyra                                                            | | tajemník ÚV Komunistického svazu mládeže                                                                                | 1927–1930, 28 bolševiků |                   |
| Liou Šao-čchi                | kandidát politbyra, tajemník fuťienského provinčního výboru KS Číny           | | předseda rady Národní federace odborových svazů                                                                         | 1921–1922               |                   |
| Teng Fa                      | kandidát politbyra                                                            | | vedoucí Správy politické bezpečnosti                                                                                    |                         |                   |
| Vojáci                       |                                                                               | | |                         |                   |
| Liou Po-čcheng               |                                                                               | náčelník generálního štábu, velitel kolony ústřední vojenské komise                                                  | | 1928–1930               |                   |
| Li Fu-čchun                  | kandidát ÚV                                                                   | úřadující náčelník Hlavní politické správy                                                                           | | 1925                    |                   |
| Lin Piao                     |                                                                               | člen revoluční vojenské komise, velitel 1. sboru                                                                     | |                         |                   |
| Nie Žung-čen                 |                                                                               | komisař 1. sboru | | 1924–1925               |                   |
| Pcheng Te-chuaj              | kandidát ÚV                                                                   | člen revoluční vojenské komise, velitel 3. sboru                                                                     | |                         |                   |
| Jang Šang-kchun              | kandidát ÚV                                                                   | komisař 3. sboru | | 1926–1931, 28 bolševiků |                   |
| Li Čuo-žan                   |                                                                               | komisař 5. sboru | | 1926–1930               |                   |
| Vojenský poradce ÚV          |                                                                               | | |                         |                   |
| Otto Braun                   |                                                                               | člen „trojky“ řídící Dlouhý pochod                                                                                   | |                         |                   |

### Průběh konference
Zasedání probíhala v pozdním odpoledni každého ze tří jednacích dnů, začínala po večeři a trvala do noci. Ne všichni účastníci byli přítomni po celou dobu jednání, Pcheng Te-chuaj, Jang Šang-kchun a Li Čuo-žan museli odejít předčasně kvůli bojům jejich vojsk.
Konferenci předsedal Čchin Pang-sien, který pronesl úvodní projev, souhrnnou vojensko-politickou zprávu, v níž rozebral příčiny porážky sovětu v Ťiang-si a dosavadní průběh Dlouhého pochodu (resp. Západního pochodu, jak byl tehdy nazýván). Porážku sovětu přičetl objektivním okolnostem, nad nimiž nemělo vedení strany a sovětu kontrolu, a sice mnohonásobné přesile kuomintangských vojsk a zahraniční podpoře kuomintangské vlády, a dále nedostatku koordinace mezi antiimperialistickým a revolučním hnutím v „bílém území“ (tj. územím ovládanými Kuomintangem anebo nezávislými generály) a Rudou armádou, slabostí partyzánského hnutí v týlu kuomintangských vojsk a slabou prací v „bílém území“. Připouštěl chyby politického a vojenského vedení, nicméně pouze taktické, které neměly zásadní dopad na průběh událostí; podle kritiků jim nepřikládal přiměřenou váhu. Jako druhý promluvil Čou En-laj s doplňující zprávou o vojenské situaci, kterou pojal v mnohem sebekritičtějším duchu než Čchin Pang-sien. Uznával vinu vedení za ztrátu sovětu, včetně svých vlastních pochybení.

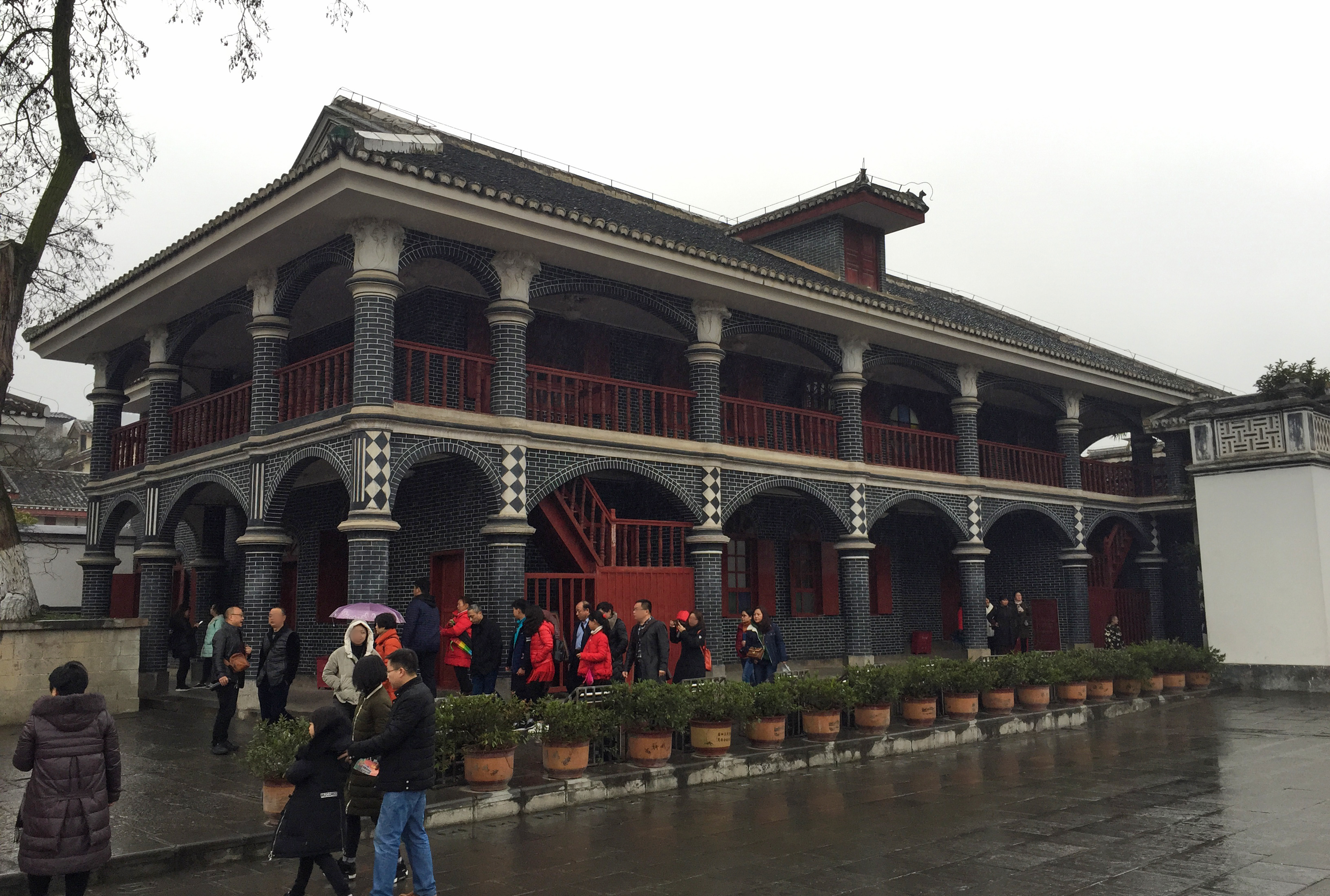
Místo konání konference v Cun-i, stav roku 2018

Na úvodní zprávy reagoval ostře kritickým vystoupením Čang Wen-tchien, který porážku sovětu odmítl považovat za důsledek okolností nezávislých na vedení strany, naopak kritice podrobil strategii a taktiku „trojky“ (Čchin Pang-siena, Čou En-laje a Otto Brauna). Následně Čangovu kritiku podpořili ve svých projevech Mao Ce-tung a Wang Ťia-siang. Kritici hlavní příčinu ztráty sovětu viděli v taktických chybách Čchina a Brauna, především v (údajném) prosazování statické obrany a Braunově taktice „krátkých prudkých úderů“. Po Maovi a Wangovi se vyslovili další účastníci konference, jako podpůrce Čchin Pang-siena je přitom uváděn pouze Kchaj Feng, který zaútočil na Maa s tím, že nic neví o marxismu-leninismu a válčí podle Sun-c’a. Většina, a sice Ču Te, Li Fu-čchun, Nie Žung-čen a Pcheng Te-chuaj podpořila kritiku trojice Čang-Mao-Wang. Pcheng Te-chuaj a Liou Po-čcheng odsoudili dosavadní vojenskou strategii, Li Fu-čchun, Nie Žung-čen a Li Čuo-žan je několika slovy podpořili. Otto Braun se nevyslovil, celou dobu mlčky seděl u dveří a kouřil. Není jasná pozice Čchen Jüna, Wu Siou-čchüan ve svých pamětech píše, že si nepamatuje na jeho vystoupení, a ani jiní čínští pamětníci nezmiňují jeho projev. Podle německého historika Thomase Kampena je nepravděpodobné, že by u tak významné osobnosti (místopředsedy strany v 50.–80. letech) opomenuli připomenout jeho podporu Maa, naopak neutrální nebo opačné stanovisko by pro ně bylo vhodnější zamlčet.
Výše uvedené líčení průběhu konference je založeno na sbornících a článcích shrnujících výsledky zmíněného výzkumu okolností konference začátkem 80. let. Do té doby byla představa o průběhu konference založena na nečetných informacích a pamětech vydaných v 50.–70. letech, podle nichž konferenci zahájil kritikou dosavadního vojenského vedení Mao Ce-tung, následovaný dalšími účastníky jednání; Jerome Ch'en roku 1969 i britský spisovatel Dick Wilson roku 1971 uvedli pořadí řečníků Mao Ce-tung, Ču Te, Čchin Pang-sien, Čou En-laj… Od první poloviny 80. let bylo přijato pořadí projevů Čchin Pang-sien, Čou En-laj, Mao Ce-tung, Wang Ťia-siang a pak další. V druhé polovině 80. let čínští komunisté přišli s tvrzením, že jako třetí vystoupil Čang Wen-tchien a Mao promluvil až po něm. Úprava pořadí byla postupně, i když ne všeobecně, přijata i na Západě.
Tím, že ve druhé polovině 80. let čínští komunističtí historici a politici vyhlásili zmíněné pořadí projevů Čchin, Čou, Čang, Mao, Wang…, a přitom zachovali starší tezi, že v čele kritiků stál Mao a Čang pouze podporoval Maovu kritiku, dostala se do čínské oficiální verze okolností konference nekonzistence. Mimo Čínu z pořadí projevů, důrazu jaký je v Čchen Jünových poznámkách na Čanga kladen (poznámky kladou Čangův odpor vůči vojenské strategii Brauna a Čchina už na konec roku 1933), rozhodnutí pověřit sestavením usnesení Čanga a převzetí vedení strany Čangem od Čchin Pang-siena začátkem února vyvodili historikové závěr, že na konferenci spíše Mao podporoval Čanga než naopak. Čínští pamětníci (Nie Žung-čen, Wu Siou-čchüan, ale opakovaně i Mao, poprvé na VII. sjezdu roku 1945) ale Čangovi nepřikládají takovou váhu, naproti tomu zdůrazňovali a zdůrazňují podporu Maa od Wang Ťia-sianga, který podle nich byl „první z politbyra kdo přešel na stranu Maa“, především jehož úsilím bylo zasedání svoláno a který jako první podpořil Maa na konferenci projevem bezprostředně následujícím po Maovu.

### Závěry konference

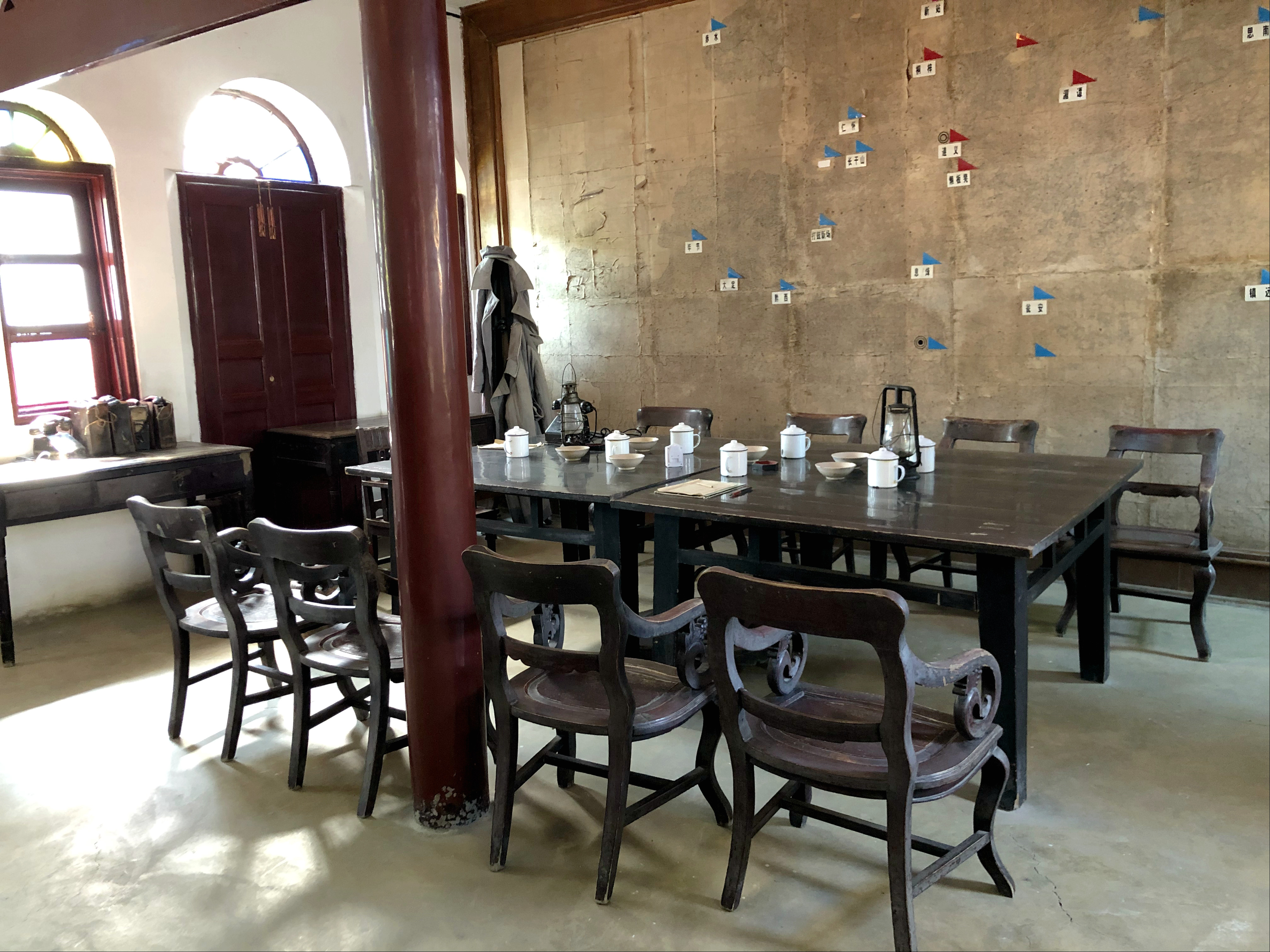
Místnost, v níž během pobytu komunistů v Cun-i úřadovalo operační oddělení štábu čínské Rudé armády. Podobně byl zařízen sál, v němž probíhala konference v Cun-i.

Na zasedání nebyl přijat žádný dokument, jeho závěry měly podobu ústních dohod mezi členy politbyra. V personálních otázkách členové politbyra rozhodli o přijetí Mao Ce-tunga mezi členy sekretariátu (také nazývaného stálý výbor politbyra); a o jeho pozdější reorganizaci; pověřili Čang Wen-tchiena sestavením rezoluce o příčinách ztráty sovětu v Ťiang-si, s tím, že bude odsouhlasena sekretariátem; prohlásili „trojku“ Čchin Pang-sien, Čou En-laj a Otto Braun za rozpuštěnou a velení armádě vložili do rukou Ču Teho a Čou En-laje (vrchního velitele a generálního komisaře Rudé armády), přičemž rozhodující slovo svěřili Čou En-lajovi.
Ohledně aktuálního postupu konference přišla k závěru, že by Rudá armáda měla vytvořit nový sovět v S’-čchuanu západně od Čcheng-tu. Tím opustila rozhodnutí přijaté v Li-pchingu o zřízení sovětu v severním Kuej-čou s centrem v Cun-i a přijala nový plán konkretizovaný v rozkaze velitelství armády z 20. ledna: přejít do S’-čchuanu, překročit řeku Jang-c’-ťiang a přesunout se do prostoru jihozápadně od Čcheng-tu. Odtud zaútočit do centra provincie společně se 4. frontem postupujícím ze severozápadu S’-čchuanu a za podpory 2. a 6. sboru (tj. 2. frontu), poutajícího nepřátele operacemi na jihovýchodním a východním pomezí provincie, dobýt a sovětizovat celý S’-čchuan.

### Rezoluce konference vCun-ia Koncept seznámení se závěry rozšířeného zasedání politbyra vCun-i
V týdnech následujících po zasedání v Cun-i vznikly dva dokumenty obsahující jeho závěry, a sice Rezoluce konference v Cun-i a Koncept seznámení se závěry rozšířeného zasedání politbyra v Cun-i. Rezoluci konference v Cun-i o zhodnocení obrany proti páté obkličovací kampani kuomintangské armády sestavenou Čang Wen-tchienem schválilo politbyro zřejmě až 8. února. Rezoluce obsahově vycházela z názorů vyslovených na konferenci Čangem a dalšími: politickou linii strany od porážky čtvrté obkličovací kampaně zhodnotila jako v zásadě správnou, práci strany a sovětů v zázemí jako přímo vzorovou, nicméně vojenskou strategii prohlásila za chybnou. Za příčinu ztráty sovětu rezoluce uvedla, vedle objektivních faktorů, hlavně od základu špatnou strategii a taktiku vojenského velení.
Německý historik Frederick Litten považuje Rezoluci konference v Cun-i za nedůvěryhodné propagandistické dílo, snažící se ze ztráty sovětu v Ťiang-si zbavit viny většinu členů vedení a svrhnout ji především na Brauna, a přitom zamlčet objektivní okolnosti (totiž sílu kuomintangských vojsk), aby nepodlamovala morálku vlastní armády. Braun byl přitom ideální obětní beránek, když se obvinění na jeho adresu mohlo dotknout pouze jeho hrdosti, ke Kominterně měl totiž pouze volnou vazbu. Vedení KS Číny se k němu chovalo i nadále korektně a jako poradce se účastnil jednání politbyra a ústřední vojenské komise až do začátku roku 1936.
Rezoluce se dochovala ve dvou verzích, kratší verze zřejmě shrnovala základní teze pro užší okruh příjemců, kdežto delší verze byla určena pro informování aktivistů na středních a nižších úrovních. Kratší verze vznikla pravděpodobně 28. února, kdy byly rozeslány telegramy s prakticky totožným textem členům politbyra v ostatních komunistických oblastech, Čang Kuo-tchaovi, Siang Jingovi a Žen Pi-š’mu.
Druhým původním dokumentem o závěrech konference je Koncept seznámení se závěry rozšířeného zasedání politbyra v Cun-i sestavený v únoru/březnu 1935 (nejspíše mezi 8. a 16. únorem). Koncept je Čchen Jünův rukopis na tuctu stran, zřejmě pomůcka pro seznámení funkcionářů na střední úrovni se závěry jednání. Koncept byl sestaven po seznámení stranických aktivistů se závěry jednání (obsahuje větu o jejich souhlasu s rezolucí přijatou po konferenci) a po nějaké době od konference (obsahuje odstavec o neúspěchu plánu na překročení Jang-c’-ťiang). Uvádí i seznam účastníků konference (výše uvedení členové a kandidáti politbyra a vojenští velitelé, avšak bez Brauna, Tenga a Wua).

## Další průběh Dlouhého pochodu
Po konferenci vojska 1. frontu vyrazila na severozápad (3. sbor z Cun-i) a západ (1. sbor z pozic severně od Cun-i) a pokusila se proniknout k Jang-c’-ťiang východně od Lu-čou. Současně (22. ledna) politbyro přikázalo 4. frontu (na severu S’-čchuanu) posunout se na západ a překročit řeku Ťia-ling (v očekávání že na sebe stáhne kuomintangská vojska a tím ulehčí přechod 1. frontu do S’-čchuanu). Avšak velitelé 4. frontu věděli o posílení kuomintangských armád v severním a východním S’-čchuanu a proto místo postupu na západ v únoru 1935 zaútočili severním směrem, na provincii Šen-si. Kuomintangské oddíly ze S’-čchuanu mezitím koncem ledna odrazily předvoj 1. frontu, na což front reagoval otočením na západ, 29. ledna překročil řeku Čch’-šuej a postupoval západním směrem až do okolí Wej-sinu na severovýchodě provincie Jün-nan.

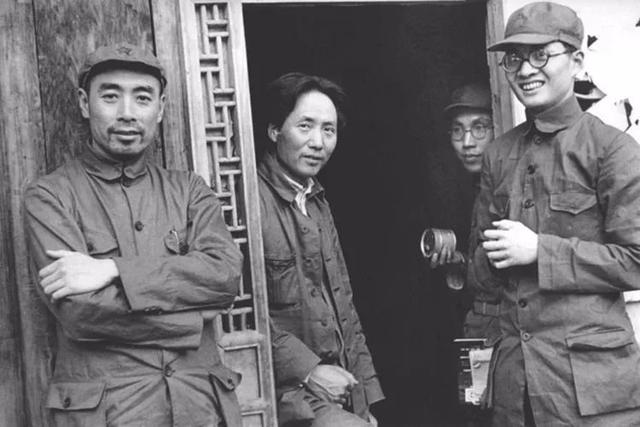
Čou En-laj (vlevo), Mao Ce-tung (uprostřed) a Čchin Pang-sien (vpravo) po skončení Dlouhého pochodu; v Jen-anu 1935/1937

Dne 5. února se politbyro sešlo v Ťi-mingu (鸡鸣) na styku tří provincií (S’-čchuanu, Jün-nanu a Kuej-čou) a, jak se dohodlo v Cun-i, přerozdělilo působnosti členů sekretariátu: Čang Wen-tchien nahradil Čchin Pang-siena v čele strany (jakožto „pověřený celkovým řízením“), Čchin Pang-sien byl jmenován úřadujícím náčelníkem Hlavní politické správy a Mao Ce-tung se stal pomocníkem Čou En-laje při řízení vojsk. Zřejmě tehdy byl Wang Ťia-siang převeden z kandidátů na členy politbyra. Byl opuštěn plán na překročení Jang-c’-ťiang a místo toho rozhodnuto vytvořit sovětskou oblast na místě, na pomezí tří provincií. Ale ze S’-čchuanu na severu i Kuej-čou na jihu začala region obkličovat kuomintangská vojska a tak už v polovině února na dalším zasedání politbyra padlo rozhodnutí ponechat na místě 1. partyzánskou kolonu jižního S’-čchuanu o několika stech mužích a navrátit hlavní síly 1. frontu do Kuej-čou. Front vyrazil na východ, 21. února opět překročil řeku Čch’-šuej, načež opět dobyl Cun-i.
Rozkazem Ču Teho, Čou En-laje a Wang Ťia-sianga (tj. předsedy a místopředsedů Ústřední revoluční vojenské komise) ze 4. března bylo zřízeno velitelství 1. frontu: velitel Ču Te a komisař Mao Ce-tung, nicméně jediným známým dokladem o jeho činnosti jsou dva rozkazy z 5. března podepsané Čuem a Maem. Další dochované rozkazy vojskům z března podepisoval pouze Ču Te, případně Ústřední revoluční vojenská komise. Kolem 11. března vznikla nová „trojka“ řídící Rudou armádu: Čou En-laj, Wang Ťia-siang a Mao Ce-tung, je však nejasné, zda nadále existovalo zmíněné frontové velitelství.
V březnu se objevila nová naděje na spojení se 4. frontem, když ten konečně překročil řeku Ťia-ling. Tehdy 1. front opět vyrazil na severozápad a 16./17. března potřetí překročil Čch’-šuej. Po přesunu 4. frontu na severovýchod za řeku Fu ale šance na spojení s ním zmizela a 1. frontu pod tlakem kuomintangských vojsk nezbylo než se vrátit do Kuej-čou. Přitom 22. března opět překročil Čch’-šuej; pak mezi kuomintangskými armádami proklouzl kolem Kuej-jangu (hlavního města provincie Kuej-čou) na jih provincie, načež se obrátil na západ a rychlým pochodem až úprkem dorazil koncem dubna do Jün-nanu. Zde překročil řeku Ťin-ša (horní tok Jang-c’-ťiang) a začal pochodovat na sever. V červnu 1935 se zbytky 1. frontu spojily se 4. frontem a po dalších peripetiích koncem roku 1935 dorazily do sovětské oblasti na pomezí provincií Šen-si, Kan-su a Ning-sia, čímž pro ně skončil Dlouhý pochod.

## Hodnocení a význam konference

### Ve 30. letech

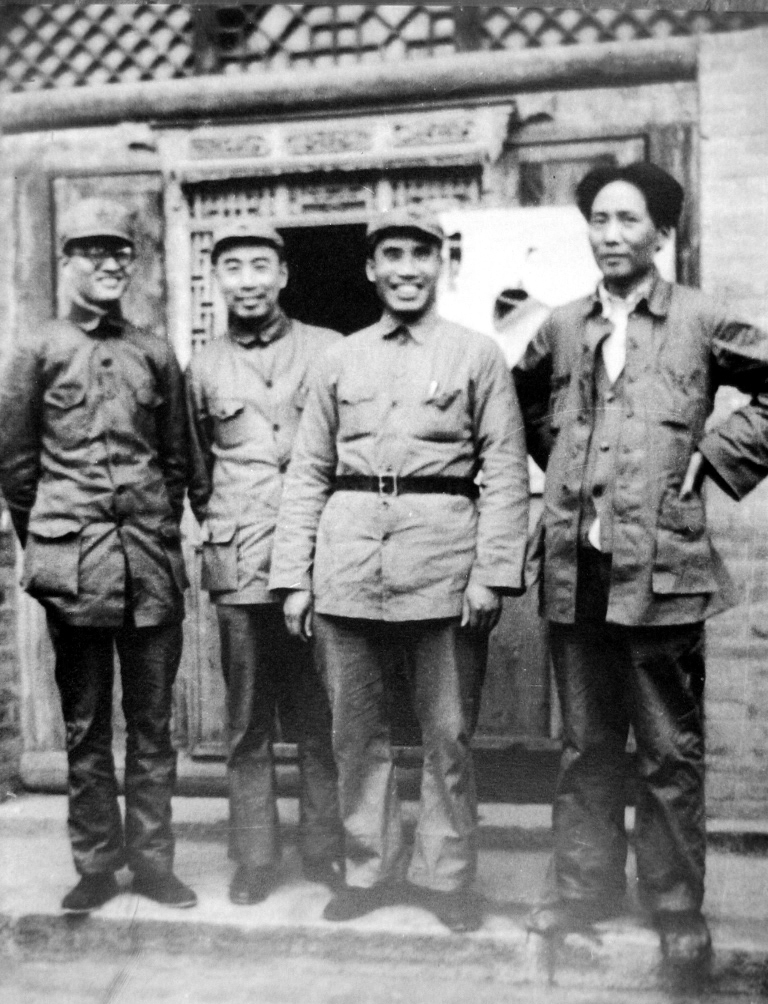
Zleva Čchin Pang-sien, Čou En-laj, Ču Te a Mao Ce-tung po skončení Dlouhého pochodu; v Jen-anu 1935/1937

Ve 30. letech konference nebyla považována za zvlášť důležitou, byla prostě jedním z mnoha zasedání politbyra během Dlouhého pochodu. Američtí žurnalisté Edgar Snow a Agnes Smedleyová, kteří ve druhé polovině 30. let dlouze a podrobně hovořili s vůdci čínských komunistů v Jen-anu o okolnostech Dlouhého pochodu, vůbec konferenci nezmiňují.

### Od 40. let
Roku 1941 (v zahajovacím projevu na zářijovém zasedání politbyra) Mao Ce-tung soudil, že chybná politika (takzvaná „třetí levá linie“) vedení strany trvala od roku 1932 (kdy v sovětské oblasti a vojscích v Ťiang-si Mao ztratil moc ve prospěch Čou En-laje) do prosince 1935 (do zasedání politbyra ve Wa-jao-pao), ale že už konference v Cun-i změnila politickou linii na správnou v politické, vojenské a organizační oblasti, nikoliv však v ideologické práci. Následně z pověření politbyra začal Wang Ťia-siang sestavovat hodnocení stranické historie, do roku 1945 opakovaně upravované a přepisované a roku 1945 schválené (ale nepublikované) ústředním výborem pod názvem „Rezoluce k některým otázkám historie naší strany“. Podle této rezoluce se „oponenti levé linie shromáždili kolem Mao Ce-tunga, což umožnilo na rozšířeném zasedání politbyra v Cun-i pod vedením Maa odmítnout levou linii a zachránit stranu v nejkritičtějším okamžiku“, „na zasedání bylo zvoleno nové vedení strany v čele s Maem, což byla v historii strany změna nejvyššího významu“. Konferenci v Cun-i tak byla v průběhu první poloviny 40. let přisouzena nejvyšší důležitost a byla nadále spojována se všemi změnami, které proběhly od prosince 1934 do března 1935. Zřejmě k tomu přispěla relativně široká účast a délka zasedání a vzpomínka na opakovanou okupaci jednoho z největších měst obsazených během Dlouhého pochodu.
Veřejně byla konference v Cun-i vyhlášena čínskými komunisty za klíčovou a důležitou až počátkem 50. let. Tehdy Maův sekretář Chu Čchiao-mu napsal (a Mao zkorigoval) stručný přehled historie strany pod názvem Třicet let Komunistické strany Číny v červnu 1951 zveřejněný v Lidovém deníku. Roku 1953 vyšel třetí svazek Vybraných prací Mao Ce-tunga, který obsahoval „Rezoluci k některým otázkám historie naší strany“ ústředního výboru KS Číny, do té doby nepublikovanou. Roku 1953 tak byla poprvé veřejně konference v Cun-i prohlášena za významnou.
Poté do konce 70. let oficiální čínští historici vyzdvihovali dvojí význam konference: jednak zásadní změnu ve vedení strany, když Mao stanul v jejím čele, a za druhé změnu vojensko-politické linie, když konference přijala správnou Maovu koncepci namísto chybných levých a pravých úchylek. Nicméně konkrétní usnesení konference nebyla publikována a její výsledky byly opisovány pouze stručně a obecně, v rámci několika vágních vět z „Rezoluce k některým otázkám…“. Mimo Čínu historikové sice přijali výše uvedenou maoistickou verzi výsledků konference, a popisovali ji jako „nejvýznamnější zasedání politbyra v historii KS Číny“, které „dramaticky obrátilo směr politiky“ KS Číny, nicméně tápali při pokusech změny ve vedení strany konkretizovat. Tak formulaci „Mao stanul v čele vedení strany“ někteří interpretovali jako jmenování Maa předsedou ústřední vojenské komise, jiní jako jmenování předsedou politbyra, případně předsedou obojího, jiní dočasným předsedou ÚV. Všechny zmíněné varianty jsou ovšem mylné, protože pozice předsedy ÚV ani politbyra ve 30. letech neexistovaly a neexistovala ani stranická ústřední vojenská komise, pouze Ústřední revoluční vojenská komise Čínské sovětské republiky (nikoliv strany), jejímž předsedou byl a zůstal Ču Te.

### Osmadvacet bolševiků a konference
Podle maoistické verze byly na konferenci poražena „levá úchylka“. Stoupenci „třetí levé linie“, v západní terminologii „internacionalisté“, resp. „28 bolševiků“, kteří dosud ovládali vedení strany, přišli o moc, když byli nahrazeni stoupenci „správné“ Maovy linie. Nicméně fakticky byli takzvaní „bolševici“ rozděleni, z přítomných mezi ně patřili na straně dosavadního vedení: vůdce strany Čchin Pang-sien a Kchaj Feng; na straně kritiků dosavadního vedení Čang Wen-tchien (který se s Maem se sblížil snad už od roku 1933), Wang Ťia-siang, který podpořil Čang Wen-tchienovu kritiku trojky hned po Maovi (a aktivně podporoval Maa nejméně od roku 1932, zejména na konferenci v Ning-tu) a konečně méně významný Jang Šang-kchun. Jedinými personálními změnami provedenými na konferenci bylo rozpuštění „trojky“ a přibrání Maa do užšího vedení (sekretariátu), nikdo z vedení však nebyl odvolán. K dalším personálním změnám došlo až začátkem února při reorganizaci sekretariátu, kdy Čang Wen-tchien nahradil Čchin Pang-siena v čele strany, čili jeden bolševik nahradil druhého, Čchin přitom v užším vedení strany zůstal. Současně „bolševik“ Wang Ťia-siang povýšil z kandidáta na člena politbyra (a uváděn je i jako člen sekretariátu). Koncem května pak ne-bolševik Čchen Jün fakticky vypadl z užšího vedení, když byl politbyrem poslán do Šanghaje obnovit tamní stranickou organizaci (kde kvůli tlaku kuomintangské policie vydržel pouze několik týdnů, načež odjel do Sovětského svazu). Před setkáním se 4. frontem v červnu 1935 tak 1. front vedla pětice Čang Wen-tchien, Čou En-laj, Mao Ce-tung, Wang Ťia-siang a Čchin Pang-sien, to jest tři „bolševici“, Čou a Mao. „Bolševici“ a jejich spojenci si uchovali silný vliv v politbyru i nadále, a zesílili zvláště po návratu Wang Minga, Čchen Jüna a Kchang Šenga z Moskvy koncem roku 1937, takže v první polovině roku 1938 byl Mao ve vedení strany menšině a někdy i v úplné izolaci. Až ve druhé polovině roku se mu podařilo své postavení vylepšit a na 6. zasedání ÚV v září–listopadu 1938, s razantní podporou Kominterny, získal opět podporu většiny politbyra, odsunul Wang Minga do pozadí a převzal od Čang Wen-tchiena řízení politbyra a ÚV,

### Kominterna, Mao a konference

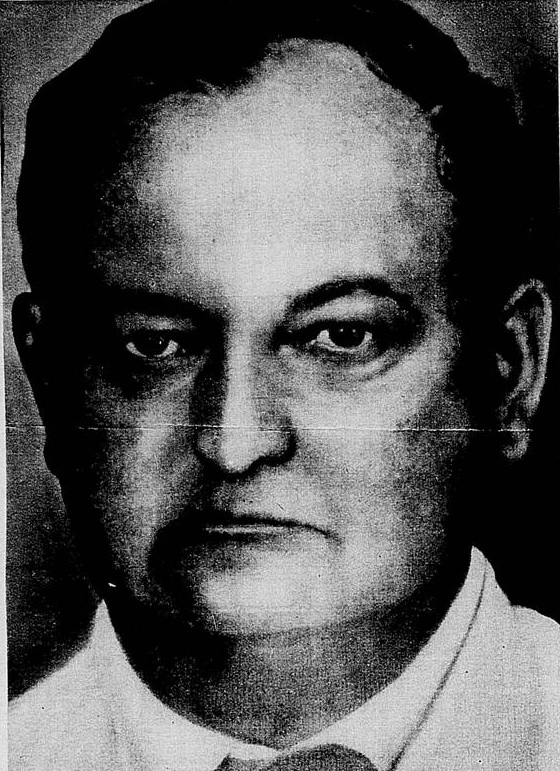
Německý komunista Arthur Ewert v letech 1932–1934 vedl Dálněvýchodní byro Kominterny, skupinu představitelů Kominterny v Šanghaji, která dohlížela na politiku KS Číny

KS Číny jako sekce Kominterny následovala kominternovskou politiku. Spojení mezi vedením KS Číny (do roku 1933 sídlícímu v Šanghaji) a Kominternou, resp. představiteli KS Číny u Kominterny v Moskvě (Wang Ming, Kchang Šeng, od podzimu 1935 i Čchen Jün) fungovalo prostřednictvím kurýrů a pomocí radiostanice v Šanghaji. Vedení sovětu v Ťiang-si disponovalo slabší radiostanicí, která udržovala spojení se Šanghají. V létě 1934, pod tlakem kuomintangské tajné služby, se představitelé Kominterny v Šanghaji stáhli do Sovětského svazu, resp. Evropy; většina šanghajských komunistických vůdců, i radisté obsluhující vysílačku, byli zatčeni a vysílačka zabavena. Spojení mezi vedením KS Číny (od roku 1933 přešlo k sovětu v Ťiang-si) a Moskvou bylo proto v srpnu 1934 přerušeno. V závěru existence sovětu v Ťiang-si a v průběhu Dlouhého pochodu proto Kominterna neměla možnost ovlivnit postup vedení KS Číny.
Mezi vůdci KS Číny v Ťiang-si a na Dlouhém pochodu bylo přerušení kontaktu s Kominternou nejvíce nepříjemné pro Mao Ce-tunga. Jeho vztahy s ostatním členy vedení nebyly nejlepší: s tím jak členové politbyra v letech 1931–1933 přecházeli ze Šanghaje do Ťiang-si, byl postupně v letech 1931–1934 zbavován funkcí i vlivu ve prospěch nově příchozích výše postavených soudruhů, zejména Čou En-laje, který převzal řízení vojenských operací. Naopak v Moskvě si Wang Ming i vedení Kominterny Maa cenili, na jaře 1933 vyzývali politbyro KS Číny aby Maa nezavrhovalo, ale umožnilo mu pracovat ve významných funkcích, a roku 1934 ho v publikacích a projevech týkajících se KS Číny a jejích vůdců vyzdvihovali více než kteréhokoliv jiného čínského komunistu. Na druhé straně vztah Kominterny, resp. Wang Minga, k Čchin Pang-sienovi se v letech 1933–1934 postupně zhoršoval; z Moskvy směřovaly k Čchinovi výtky za příliš radikalistickou politiku (konfiskace půdy bohatým rolníkům, regulace obchodu), ale Čchin Pang-sien kritiku Kominterny odmítl a své postupy nezměnil.
Hodnocení konference v Cun-i jako úspěchu maoistické linie v KS Číny, nezávislé na Kominterně, objevující se v čínské propagandě v maoistické éře, a nezřídka přebírané i západními historiky, proto neodpovídá faktickému průběhu událostí. I po obnovení spojení mezi vedením KS Číny a Moskvou po skončení Dlouhého pochodu, v roce 1936, byl Mao v Moskvě hodnocen kladně. A byla to právě jednoznačná podpora Kominterny, která umožnila Maovi na podzim 1938 získat vůdčí postavení ve vedení strany.

### Od 80. let
Oficiálními dějinami KS Číny je konference v Cun-i i nadále hodnocena jako vítězství Mao Ce-tungovy linie, která nebyla už nikdy zpochybněna. Mimo Čínu se, počínaje 80. lety, prosadil střízlivější pohled na Maův vzestup do čela KS Číny a na prosazení Mao Ce-tungovy linie v politice strany. V tomto pohledu je konference chápána pouze jako jeden, i když důležitý, krok na Maově cestě k moci. Vítězství Mao Ce-tungovy linie je viděno jako postupný a dlouhodobý proces, v němž Mao čelil opakovanému zpochybňování a odmítání své politiky: odrazil požadavek na odvolání z velení Rudé armády v květnu 1935; stanul v čele komunistických vojsk, když na podzim 1935 onemocněl Čou En-laj a Mao uspěl v konfrontaci s Čang Kuo-tchaem v červnu 1935 – říjnu 1936; ztratil většinovou podporu v politbyru po návratu Wang Minga, Kchang Šenga a Čchen Jüna z Moskvy koncem roku 1937, ale s podporou Kominterny na podzim 1938 začal řídit práci politbyra. Maova dominance v oblasti stranické ideologie a propagandy je spojována až s nápravnou kampaní v první polovině 40. let. Oficiálně Mao stanul v čele strany jako předseda sekretariátu a politbyra až roku 1943.